# ملعب ألفهايم
ملعب ألفهايم هو ملعب كرة قدم يقع في ترومسو، النرويج، يتسع لـ 6,859 متفرج. تم افتتاحه في 1987. هو الملعب الرسمي لنادي ترومسو.